# Josef Ginzel
Josef Augustin Ginzel (1. května 1804, Liberec – 1. června 1876, Litoměřice), byl český římskokatolický duchovní a sídelní kanovník katedrální kapituly u sv. Štěpána v Litoměřicích v letech 1861–1876.

## Život
Pocházel z Liberce, kde se narodil v roce 1804. Na kněze byl vysvěcen v roce 1828. Byl odborníkem na kanonické právo a církevním historikem. Studoval dějiny křesťanství u Slovanů, se zvláštním zaměřením na Čechy. Stal se členem královské české společnosti nauk. Na církevní úrovni dosáhl pozice konzistorního rady a stal se kanovníkem katedrální kapituly sv. Štěpána v Litoměřicích.
Aktivně se účastnil i politického života a stal se poslancem Českého zemského sněmu, který ho následně zvolil poslancem Říšské rady (celostátní zákonodárný sbor, tehdy ještě nevolen přímo, ale tvořen delegáty jednotlivých zemských sněmů). Dne 11. listopadu 1870 složil slib. Poslancem Říšské rady byl i v následném funkční období 1871–1873. Slib složil 7. května 1872. V sněmovně reprezentoval velkostatkářskou kurii v Čechách.